# Route 325 (Québec)
Pour les articles homonymes, voir Route 325.
La route 325 (R-325) est une route régionale québécoise d'orientation nord / sud située sur la rive nord du fleuve Saint-Laurent. Elle dessert la région de la Montérégie. Ce numéro de route n'existait pas au moment de la mise en place du système de numérotation des routes du Québec; il a été ajouté plus tard.

## Tracé
La route 325 traverse la municipalité régionale de comté de Vaudreuil-Soulanges à l'extrême sud-ouest du Québec. Elle débute face au fleuve Saint-Laurent à Rivière-Beaudette, à l'angle de la route 338. Tout le long de son parcours, elle longe la frontière ontarienne et relie les villages qui bordent celle-ci. Elle emprunte différents rangs et montées sur des distances relativement courtes et obligent plusieurs changements de chemins à plusieurs intersections. Son profil est généralement plat. La route 325 se trouve à proximité des aires de service d'entrée du Québec à Rivière-Beaudette et à Rigaud. La route 325 termine son parcours sur la rue Saint-Pierre à la croisée de la route 342 (rue Saint-Jean-Baptiste), tout près de l'A-40 au centre du village de Rigaud. À cette intersection, le chemin se prolonge vers le nord sous le nom de rue Saint-Antoine puis de chemin du Bas-de-la-Rivière pour se terminer à la rivière des Outaouais. Immédiatement à l'ouest de l'intersection se trouve le pont Rigaud-De Cavagnal qui franchit la rivière Rigaud.

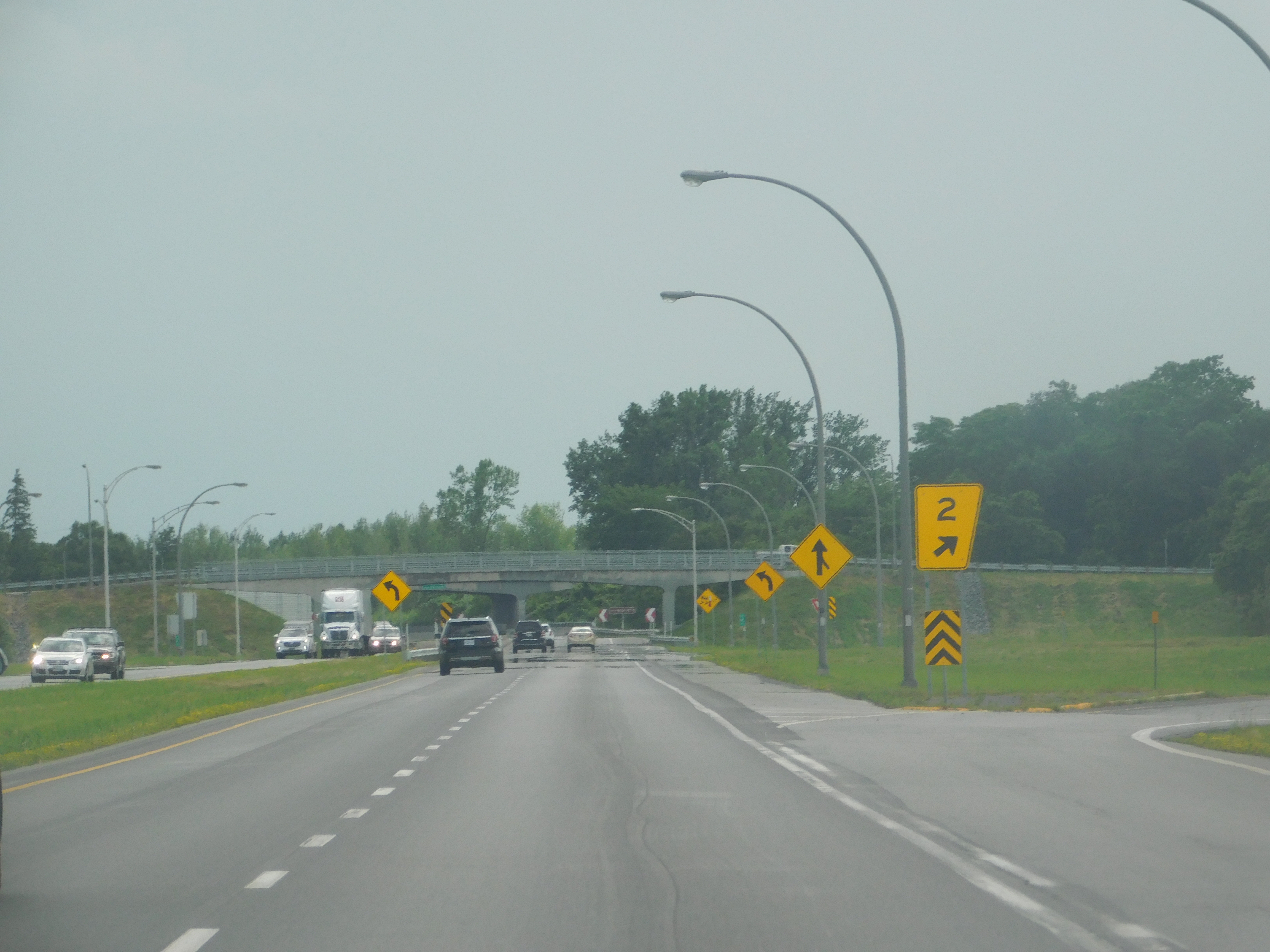
Échangeur avec l'A-20 à Rivière-Beaudette.
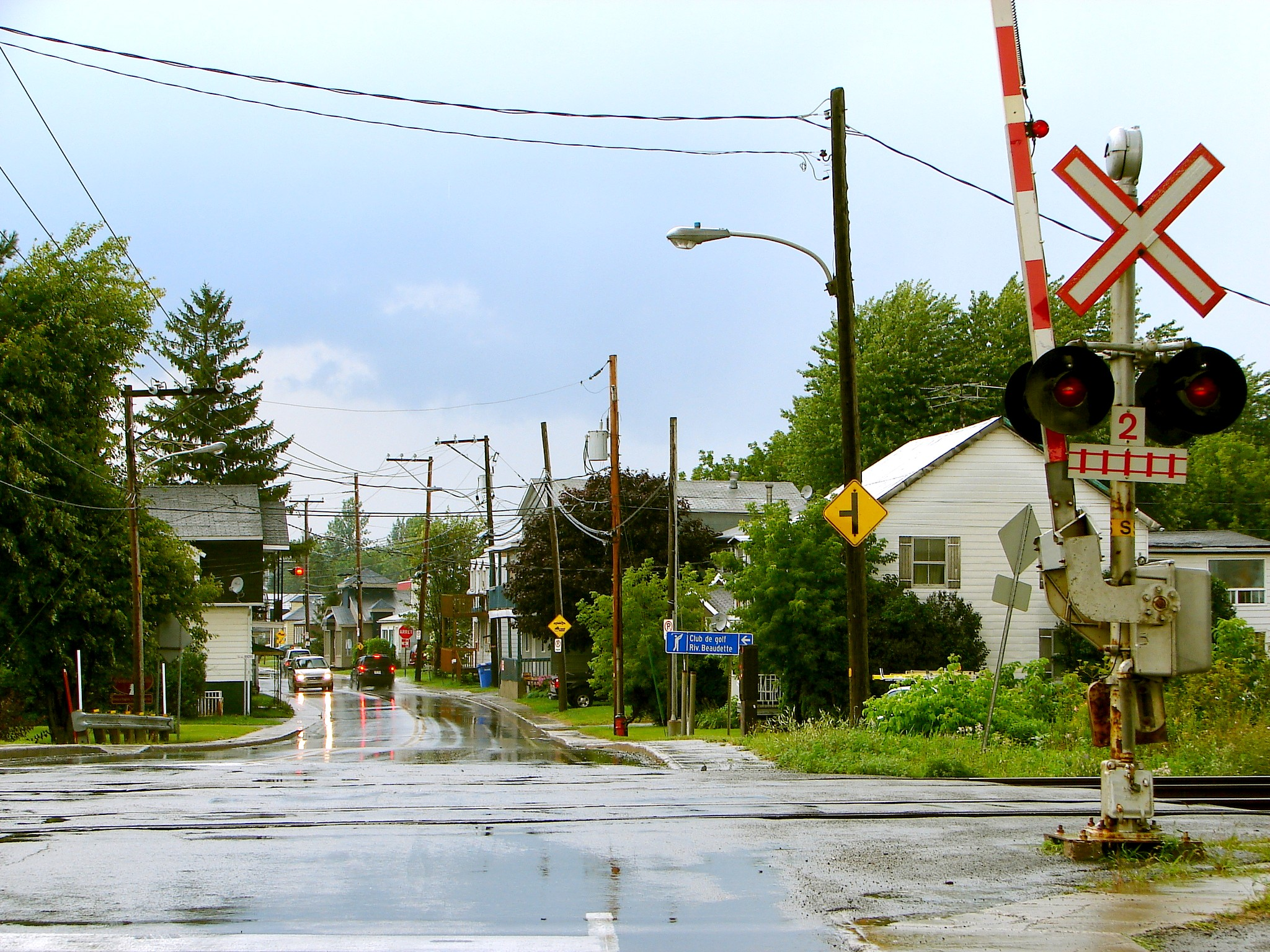
Traverse de la ligne ferroviaire continentale du CN à Rivière-Beaudette.
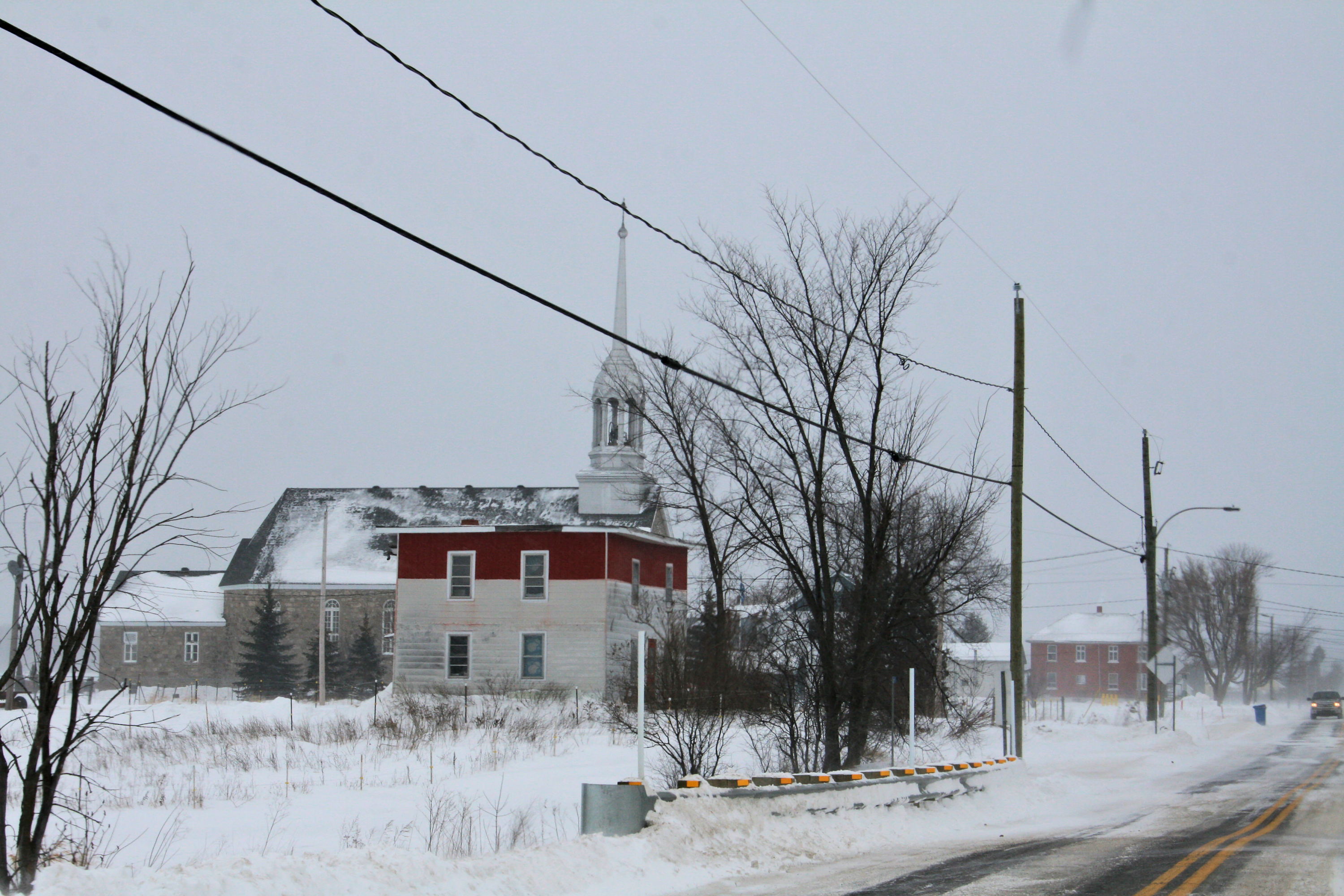
La route 325 à Très-Saint-Rédempteur.

## Localités traversées (du sud au nord)
Liste des municipalités dont le territoire est traversé par la route 325, regroupées par municipalité régionale de comté.

### Montérégie
Vaudreuil-Soulanges
- Rivière-Beaudette
- Saint-Télesphore
- Sainte-Justine-de-Newton
- Très-Saint-Rédempteur
- Rigaud

## Intersections majeures
| MRC                 | Municipalité             | km    | Destinations                                        | Notes              |
| ------------------- | ------------------------ | ----- | --------------------------------------------------- | ------------------ |
| Veudreuil-Soulanges | Rivière-Beaudette        | 0,00  | R-338 – Saint-Zotique, Cornwall (Ont.)              |                    |
| Veudreuil-Soulanges | Rivière-Beaudette        | 0,80  | A-20 – Montréal, Toronto                            | Sortie 2 de l'A-20 |
| Veudreuil-Soulanges | Saint-Télesphore         | 10,60 | R-340 – North Lancaster, Saint-Télesphore           |                    |
| Veudreuil-Soulanges | Sainte-Justine-de-Newton | 22,90 | Chemin Bédard – Alexandria (Ont.)                   |                    |
| Veudreuil-Soulanges | Très-Saint-Rédempteur    | 27,60 | Chemin du Ruban – Sainte-Anne-de-Prescott (Ontario) |                    |
| Veudreuil-Soulanges | Rigaud                   | 41,90 | R-342 – Pointe-Fortune, Vaudreuil-Dorion            |                    |
|                     |                          |       |                                                     |                    |